# الجبنياني
إبراهيم بن أحمد بن علي بن أسلم الجبنياني البكري، من بكر بن وائل، أبو إسحاق (.. - 399 هـ / .. - 1009 م) مولده ووفاته في جنبيانة بافريقية أحد أئمة المسلمين. وقد جمع الفقيه أبو القاسم اللبيدي وأبو بكر المالكي بعضًا من سيره وأخباره، كما يذكر بعض أخباره القاضي عياض في ترتيب المدارك. يجيد تفسير القرآن وإعرابه وناسخه ومنسوخه وتعبير الرؤى. 

## مذهبه
أحد فقهاء المذهب المالكي وصفه نويهض بأنه أعلم أهل عصره باختلاف الناس.

## وفاته
توفي في جنبيانة بافريقية.